# Пранович, Александр Андреевич
Александр Андреевич Пранович (бел. Аляксандр Андрэевіч Прановіч; родился 3 марта 1926 года, Бобы, Минский округ, СССР — 12 января 1999 года) — передовик советского железнодорожного транспорта, дорожный мастер Осиповичской дистанции пути Белорусской железной дороги (Могилёвская область), Герой Социалистического Труда (1981).

## Биография
Родился 3 марта 1926 года в деревне Бобы Пуховичского района, ныне Минской области в белорусской семье.
С 1 июля 1941 года был призван в ряды Красной армии. Участник Великой Отечественной войны. На фронтах войны получил ранение.
После демобилизации с 1 ноября 1948 года стал работать на железной дороге в должности слесаря. С 4 апреля по 29 ноября 1949 года трудился путевым рабочим на 4-й околотке. Прошёл обучение на курсах бригадиров пути в Бигосовской технической школе. С 12 июня 1950 года стал работать в должности бригадира путевой колонны.
С 1954 по 1955 годы проходил обучение на курсах дорожных мастеров в городе Щорс Черниговской области Украинской ССР. Окончив обучение, был назначен дорожным мастером Пуховичской 16-й дистанции пути, а с 1960 года стал трудиться дорожным мастером Осиповичской дистанции пути Белорусской железной дороги (Могилёвская область Белорусской ССР). С 1958 года член КПСС.
Указом Президиума Верховного Совета СССР от 2 апреля 1981 года за выдающиеся производственные достижения, досрочное выполнение заданий десятой пятилетки и социалистических обязательств удостоен звания Героя Социалистического Труда с вручением ордена Ленина и золотой медали «Серп и Молот».
За свою трудовую деятельность неоднократно награждался государственными наградами. Является почётным железнодорожником СССР. В 1986 году вышел на заслуженный отдых.
Умер 12 января 1999 года.

## Награды
За трудовые успехи был награждён:
- Золотая звезда «Серп и Молот» (02.04.1981)
- Орден Ленина (02.04.1981)
- Орден Октябрьской Революции
- Орден Отечественной войны I степени (11.03.1985)
- Орден Трудового Красного Знамени
- Медаль «За отвагу»
- Другими медалями
- Двумя Почётными грамотами Верховного Совета Белорусской ССР
- Знаком «Почётный железнодорожник»